# کتیبه میخی اورارتویی نشتبان

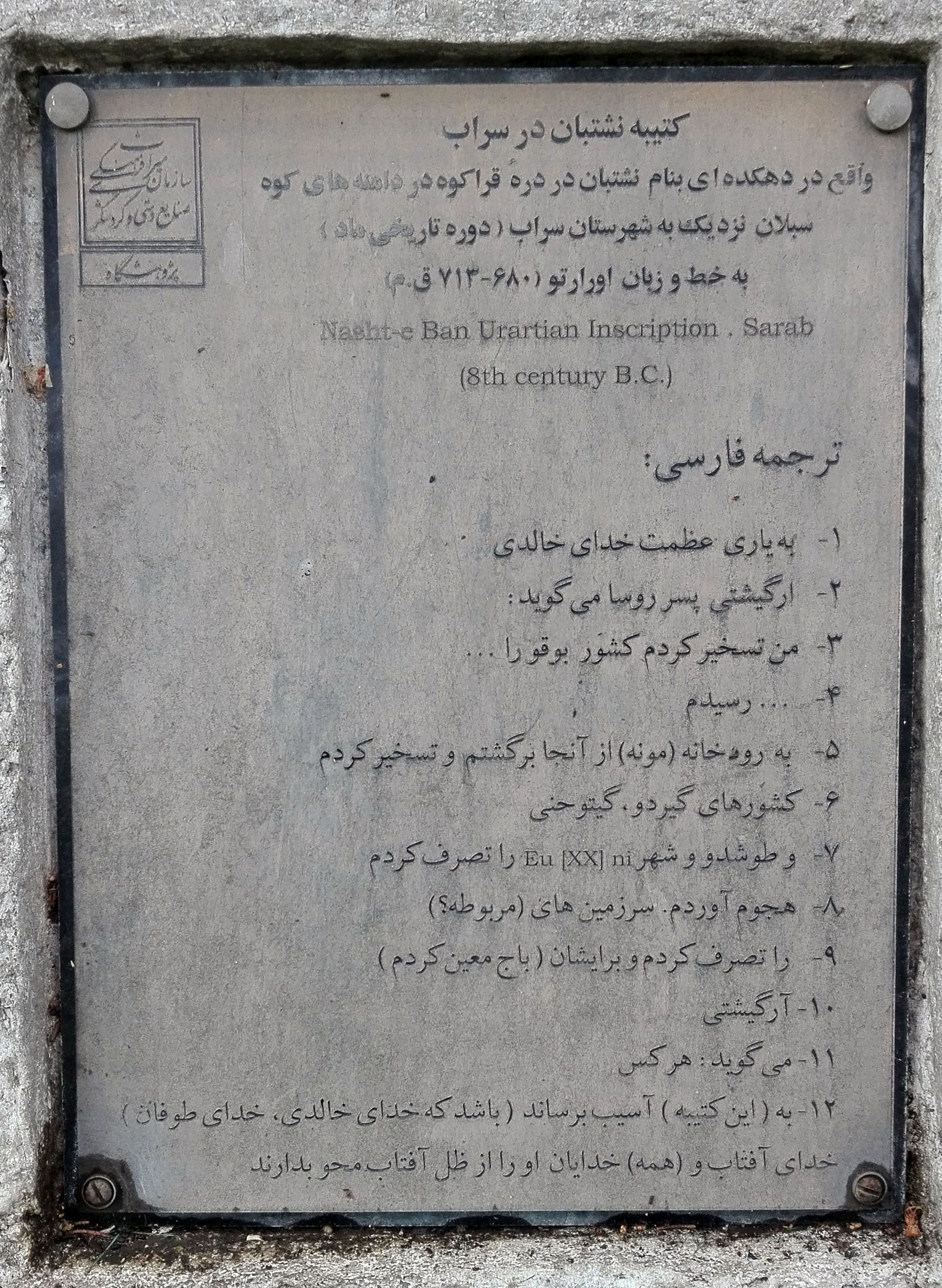
ترجمه کتیبه

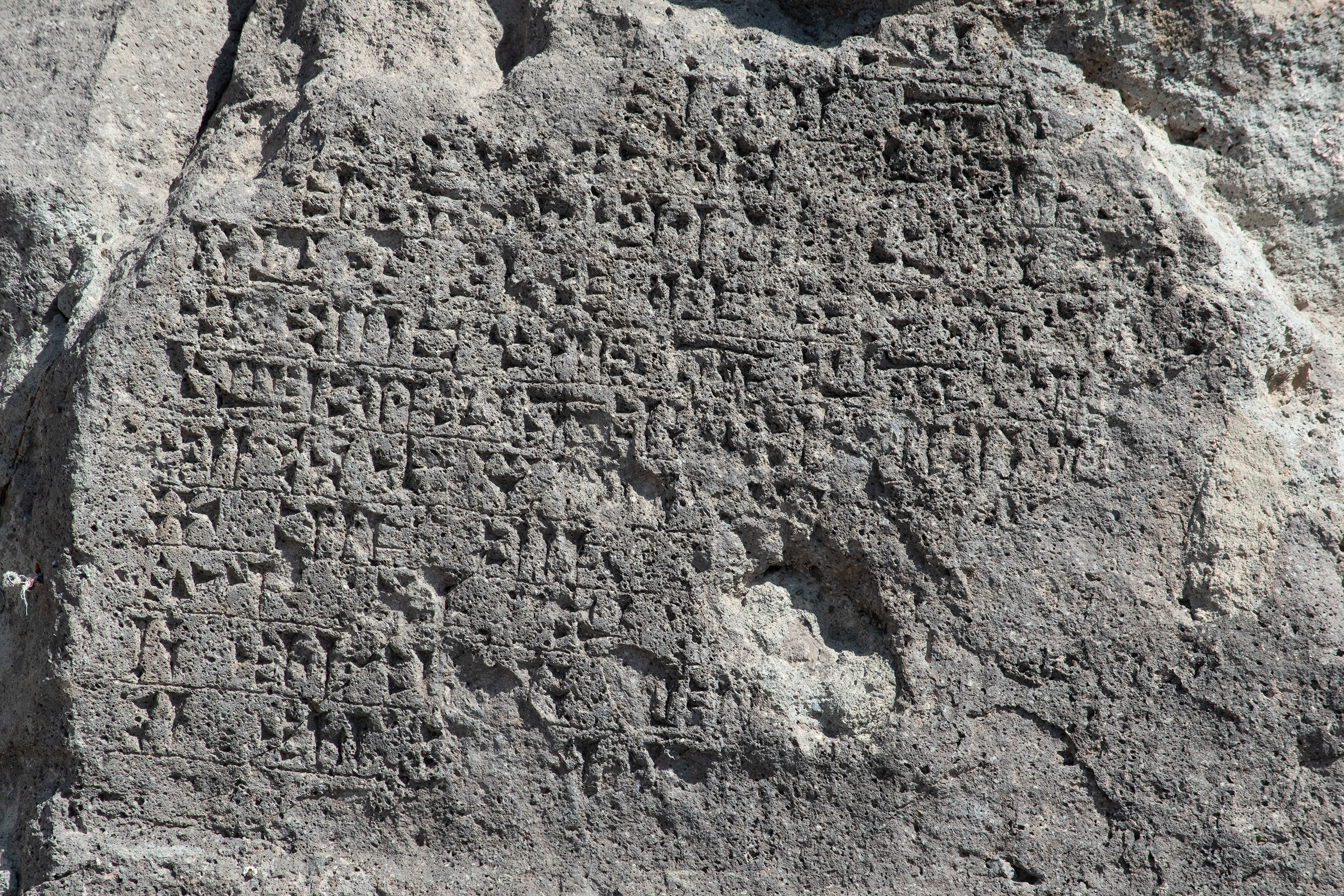
کتیبه اورارتویی نشتبان واقع در شهرستان سرآب-آذربایجان شرقی- ایران.

کتیبه میخی اورارتویی نشتبان مربوط به سدهٔ ۸ ه.ق است و در شهرستان سرآب، بخش مرکزی، روستای نشتبان واقع شده و این اثر در تاریخ ۱ فروردین ۱۳۴۷ با شمارهٔ ثبت ۷۹۲ به‌عنوان یکی از آثار ملی ایران به ثبت رسیده است.

## منابع

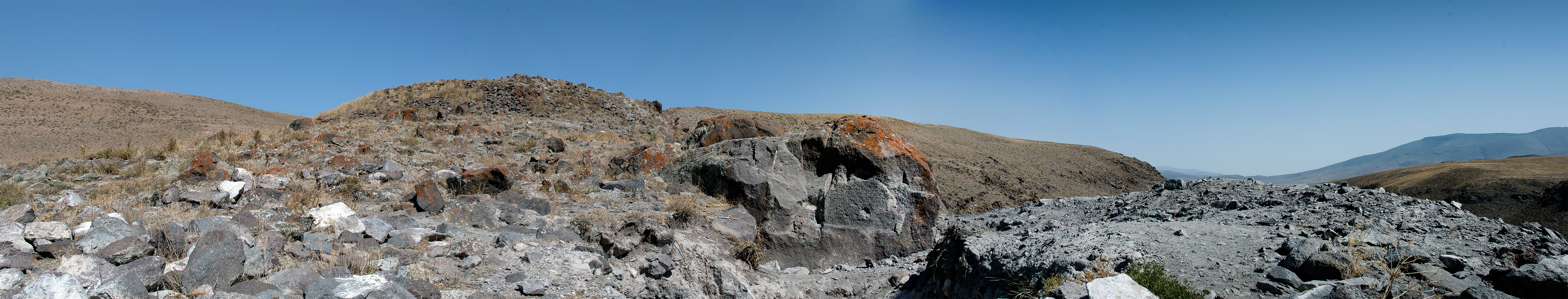
دورنمایی از محل کتیبه